# Addiction au travail
Le terme d’addiction au travail est issu de l'anglicisme « workaholic ». Il correspond au cas d'une personne travaillant de manière compulsive, mettant ainsi sa santé en péril.
Il s’agit d’une pratique addictive. En effet, selon l'Institut national de recherche et de sécurité (INRS), le terme d'addiction permet d'inclure à la fois des relations problématiques aux substances psychoactives ou drogues, ainsi que des addictions dites "comportementales", comme l’addiction au travail.
Plus largement, ce phénomène renvoie à la définition générale de l’addiction en tant que « dépendance d'une personne à un médicament ou à une drogue. Par extension, la dépendance peut concerner une activité dont on ne peut plus se passer : jeux d'argent, jeux vidéo, Internet ».
L'addiction au travail est donc une forme d'addiction « comportementale », c’est-à-dire liée à l’activité, par opposition aux addictions en rapport avec une consommation de drogues. Il fait référence aux personnes dont le besoin de travailler est si fort qu'il pourrait constituer un danger pour leur santé, leur bien-être, leurs relations interpersonnelles.
L’addiction au travail est envisagée par le droit comme une extension des risques psychosociaux.

## Apparition de la notion en France
La première référence au phénomène d’addiction au travail est l’œuvre de l’Américain Wayne E. Oates (en) (1917-1999), ce dernier ayant choisi le terme de « workaholisme » afin de faire une analogie avec l’alcoolisme, étant alors la conduite addictive la plus connue.
En France, la première étude est réalisée en 2005 et porte sur les personnels navigants de l'aéronautique. Cette étude démontre que pour ces derniers, le risque d’addiction au travail est plutôt élevé, puisque l'étude mentionne un taux de 26,8 % ,.
Une autre étude sur l’addiction au travail est publiée en 2012. Cette nouvelle étude, menée par l’Institut national de recherche et de sécurité pour la prévention des accidents du travail et des maladies professionnelles (INRS), porte cette fois-ci sur 51 salariés du tertiaire parisiens. L'enquête par questionnaire évalue que le risque d’addiction au travail concerne 54 % des personnes, avec un risque particulièrement élevé pour 12% de l'échantillon.
Une  étude menée auprès des médecins du Centre hospitalier universitaire de Nantes de 2014 établit un taux de 13,3 % des médecins reconnus comme addicts à leur travail et que 34,7 % des médecins présentent un risque de souffrir de cette addiction.
Le travail étant généralement associé à la réussite sociale dans la culture occidentale, la dépendance au travail n’est pas toujours mal vue, ceci qui peut rendre sa détection d’autant plus difficile.
Mais culturellement, la France distingue le salarié acharné du salarié véritablement dépendant de son travail. Une nuance peut être plus ou moins difficile à discerner pour des ressortissants étrangers.
En effet, le travailleur acharné est celui mettant tout en œuvre pour accomplir son travail, en prenant des heures supplémentaires par exemple. Mais pour ce dernier, les buts et délais sont clairement définis. Une fois la mission accomplie le travailleur acharné décroche facilement de son travail en se gardant du temps pour sa famille et ses amis, ce qui n’est bien souvent pas le cas pour la personne souffrant d’une addiction au travail.

## Autres pays
Le phénomène de l’addiction au travail touche tous les travailleurs, quel que soit le pays où ils travaillent, de nombreuses recherches ont été réalisées dans différents pays sur ce sujet.
Ainsi, les États-Unis sont un des premiers pays à prendre en compte ce type d’addiction à la suite d'une étude menée dès 1971 par le psychologue Wayne Edward Oates. Ce dernier propose pour la première fois la notion de « workaholism ».
Dans la continuité de l’émergence du terme, certaines études sont venues préciser la traduction du phénomène selon les métiers. Il semble que les cadres ou professions intellectuelles soient particulièrement touchées. C’est notamment le ressenti de nombreux avocats américains. Pour certains d’entre eux, la charge de travail s’est considérablement amplifiée. En 15 ans, « le nombre d'heures facturables attendues d’un avocat a doublé pour atteindre une nouvelle moyenne de 2 000 à 2 500 heures par an » . Les avocats travaillant pour des cabinets privés sont très exposés. Une étude estime que près de 50 % de ces avocats travaillent au moins 2400 heures par an . Ce rythme impose aux avocats environ 46 heures par semaine, en rappelant qu’il s’agit ici d’un minimum. Notons que l’article relève que cette charge entraîne une certaine aliénation des avocats à leur métier.
La reconnaissance d’une forme d’addiction au travail apparaît assez tôt au Japon. En effet, le phénomène de « karōshi », désignant littéralement la « mort par dépassement du travail », est reconnu comme maladie professionnelle depuis les années 1970 et donne lieu à des indemnisations si une telle situation venait à se produire. Ce terme fait référence à la mort subite d’une personne par crise cardiaque sur son lieu de travail, après qu’elle ait exercé une activité de travail de plus de 24 heures sans discontinuité.
En Chine, la notion de “suicide par surtravail”  a aussi émergé mais de façon plus tardive. Entre 2009 et 2010, une trentaine d’ouvriers l’usine Foxconn (sous-traitant d’Apple) vont se suicider. La littérature universitaire chinoise a alors pu étudier les différentes possibilités d’indemnisation de ces comportements, leurs qualifications juridiques, etc . Ces études vont notamment se baser sur ce qui a pu être fait depuis de nombreuses années au Japon.
En Belgique, le risque d’addiction au travail a également commencé à faire l’objet d’études. On peut par exemple évoquer une étude menée en 2013 et parue dans la Revue médicale de Liège.
La Norvège a elle aussi connu quelques études en matière d’addiction au travail. On peut notamment citer une étude ayant été menée sur les employés norvégiens et parue en 2014.
Diverses études portant sur les évolutions du temps de travail en Allemagne,indiquent que les troubles de santé sont fortement corrélés à des horaires de travail prolongés, ainsi qu’à un rythme élevé de travail hors temps de travail lié à une surcharge au travail et à l’addiction au travail.
 La considération des horaires souligne l'importance centrale du temps de travail dans l'organisation de la vie sociale. Dans leur étude intitulée "Situation des horaires de travail : travail par roulement et le week-end", Laura Vieten et Ines Entgelmeier ont souligné qu'environ 40 % des participants travaillent régulièrement les samedis et/ou dimanches. Ce phénomène concerne principalement les jeunes travailleurs peu qualifiés, employés dans les petites et moyennes entreprises (PME), ainsi que dans des secteurs tels que la sécurité, la santé et la restauration. Ceux qui travaillent régulièrement (au moins une fois par mois) les samedis et dimanches signalent plus de problèmes 
de santé.

## Mesure
Il existe différents tests permettant de diagnostiquer et quantifier une addiction au travail. Les deux tests les plus utilisés cliniquement étant le « Work Addiction Risk Test » (WART) développé par le psychothérapeute américain Bryan E. Robinson, et le « Workaholism Battery » (WorkBAT).

## Facteurs de l'addiction au travail
Différents facteurs peuvent favoriser l’addiction au travail, particulièrement les facteurs environnementaux et psychologiques.

### Facteurs environnementaux

#### Travail à domicile
Dans son article « La santé du travailleur à domicile en question » paru en 2013 dans la revue AJ Famille, Céline Leborgne-Ingelaere différencie légèrement le travail à domicile du télétravail. D’une part, les articles L.7412-1 et s. du Code du travail définissent le travail à domicile comme la situation où un salarié exécute, directement à son domicile, le travail que lui confie son employeur. La question du travail à domicile ne concerne pas uniquement les salariés puisque le Code du travail précise qu’il n’y a pas lieu de rechercher s’il y a entre le travailleur à domicile et le donneur d’ouvrage, un lien de subordination (article L. 7412-1 du Code du travail). Le travailleur à domicile n’exécute pas nécessairement son activité dans un local qui lui appartient, mais son statut est caractérisé par le fait qu’il travaille soit seul, soit avec son conjoint, partenaire lié par un pacte civil de solidarité, concubin ou avec ses enfants à charge. En d’autres termes, c’est la solitude de l’activité qui permet de retenir la qualification de travailleur à domicile.
À côté du travail à domicile, le télétravail peut également apparaître comme une déterminante favorisant l’addiction au travail. L’article L 1222-9 du Code du travail, instauré par la loi n°2012-387 du 22 mars 2012, puis modifié ultérieurement, désigne le télétravail comme “toute forme d’organisation du travail dans laquelle un travail qui aurait également pu être exécuté dans les locaux de l’employeur est effectué par un salarié hors de ces locaux de façon volontaire en utilisant des technologies de l’information et de la communication”. Depuis l’ordonnance n°2017-1387 du 22 septembre 2017 le critère du caractère régulier du télétravail a été supprimé. Auparavant, on exigeait une certaine fréquence pour que la qualification de télétravail soit retenue. Désormais, que le télétravail soit récurrent ou occasionnel, le télétravail est soumis à la réglementation du télétravail. Ainsi, pour que le télétravail soit qualifié, il faut nécessairement que l'activité exercée par le salarié nécessite l’utilisation des technologies de la communication et de l’information (communément appelées TIC) et que le travail soit exécuté en dehors des locaux de l’employeur. Le développement des nouvelles technologies a donc largement favorisé le recours au télétravail. Ce recours accru au télétravail a été amplifié, en 2020, au moment de la pandémie de Covid-19. Toujours est-il que c’est parce que les technologies actuelles le permettent, que les salariés exercent souvent leur travail en dehors des locaux de l’employeur. Le télétravail concerne des postes dont les fonctions pourraient tout à fait être exercées dans les locaux de l’employeur, mais pour lesquelles il a été choisi qu’elles soient exercées, soit complètement, soit en partie, en dehors de l’entreprise. Le développement des nouvelles technologies a donc favorisé l’existence de phénomènes d’addiction au travail en facilitant la mise en œuvre du télétravail. Céline Leborgne-Ingelaere développe également l’idée selon laquelle, si les risques liés au travail « chez soi » ne sont pas radicalement différents de ceux pesant sur les salariés de l’entreprise, en revanche, la distance physique séparant le télétravailleur de son employeur peut avoir un impact sur la survenance de certains risques psychosociaux. De plus, le télétravailleur doit réussir à faire face à ces risques, seul. À titre d’illustration, le risque pour un télétravailleur de développer une addiction au travail est plus important que pour les travailleurs travaillant dans les locaux de leur entreprise. En effet, la solitude, la difficulté de séparer, à son domicile, vie professionnelle et vie privée, et l’allongement intentionnel des heures de travail en échange de la suppression du trajet quotidien domicile-lieu de travail, sont des facteurs qui peuvent amener le télétravailleur à l’addiction au travail. La fine frontière entre vie privée et vie professionnelle instaurée par cette immixtion du travail au sein du foyer du salarié, et la faiblesse des interactions sociales qu’induit le télétravail, contribuent à l’émergence d’une relation addictive au travail. A noter que le télétravail n’accentue pas uniquement le phénomène d’addiction au travail, mais favorise de manière générale l’addiction au tabac, à l’alcool, aux médicaments et substances illicites. Selon une enquête menée en novembre 2020 auprès de 3000 personnes par le cabinet GAE conseil, qui est un cabinet voué à la sensibilisation et la prévention des addictions, 75 % des personnes interrogées concernées par une addiction au tabac affirment que leur addiction s’est accrue depuis l’exercice du télétravail. Cela concerne 66 % des personnes interrogées pour l’alcool, 55 % pour le cannabis et 52 % pour les médicaments. Cette enquête a également démontré la conscience des salariés de l’impact du télétravail sur leurs pratiques addictives puisqu’entre 40% et 50 % des salariés considèrent que les addictions sont plus importantes en télétravail que sur site. L’addiction au travail ne fait pas exception à cette croyance globale puisqu’il ressort de cette même enquête que 81 % des personnes interrogées considèrent que le risque “d'hyper connexion” est accru en cas de travail à domicile, entendu ici au sens de télétravail chez le salarié. Cette enquête visait alors à alerter des risques en matière de santé soulevés par le recours au télétravail au moment de la pandémie de Covid-19.
Le travail « chez soi » soulève un enjeu important pour l’employeur du travailleur à domicile ou du télétravailleur. En effet, les articles L.4121-1 et L.4121-5 du Code du travail, soumettent l’employeur à une obligation de sécurité vis-à-vis de son salarié. Ainsi, l’article L.4121-1 du Code du travail stipule que : 
« L’employeur prend les mesures nécessaires pour assurer la sécurité et protéger la santé physique et mentale des travailleurs.
Ces mesures comprennent :
1. Des actions de prévention des risques professionnels;
2. Des actions d'information et de formation ;
3. La mise en place d'une organisation et de moyens adaptés.

L'employeur veille à l'adaptation de ces mesures pour tenir compte du changement des circonstances et tendre à l'amélioration des situations existantes. ».
Il n’est toutefois pas aisé, pour les managers, d’identifier les pratiques addictives des salariés lorsqu’ils ne sont pas physiquement en contact avec eux. L’obligation de prévention qui incombe à l’employeur est en effet plus difficilement remplie en cas de télétravail. L’employeur est en effet limité dans les moyens mis en place pour s’assurer qu’il n’y a aucune atteinte à la santé des télétravailleurs.
L’employeur doit par exemple s’assurer que les garanties en matière de temps de travail sont respectées. Le télétravailleur doit bénéficier au même titre que les autres salariés des différents impératifs légaux en matière de temps de travail des salariés : un repos quotidien d’une durée minimale de 11 heures consécutives (article L 3131-1 du Code du travail), un repos hebdomadaire d’au moins 24 heures consécutives auxquelles s’ajoutent les heures consécutives de repos quotidien (article L 3132-2 du Code du travail), un temps de travail quotidien qui ne saurait excéder 10 heures, sauf exceptions explicitement encadrées par la loi (article L 3121-18 du Code du travail). La Cour de cassation a effectivement pu rappeler, par exemple dans un arrêt du 14 décembre 2022, que l’employeur doit s’assurer du respect des temps de travail et temps de repos également pour le télétravailleur (Cass. Soc. 14 décembre 2022, 21-18.139). Cet arrêt a également été l’occasion pour les juges d’affirmer que la preuve du respect des durées maximales de travail fixées par le droit interne incombe à l’employeur, y compris lorsque le salarié effectue une partie de son travail à domicile. Il s’agit, pour le juge, de rappeler que le principe posé à l’article L 3171-4 du Code du travail, selon lequel en cas de litige relatif à l'existence ou au nombre d'heures de travail accomplies, l'employeur fournit au juge les éléments de nature à justifier les horaires effectivement réalisés par le salarié, s’applique également pour les télétravailleurs. Le contrôle du respect du temps de travail ne saurait être seulement formel, l’employeur devant s’assurer que ces éléments sont effectivement respectés. Pour se faire, les juges considèrent que l’employeur doit notamment s’assurer que la charge de travail et les délais d'exécution attendus du télétravailleur sont raisonnables.
Toutefois, le contrôle du respect du temps de travail du télétravailleur est plus compliqué que pour le salarié en présentiel. Comme l’indique Céline Leborgne-Ingelaere, il est plus difficile pour l’employeur d’un travailleur à domicile ou d’un télétravailleur de s’assurer de la sécurité de ces derniers, du fait de leur éloignement physique, et, surtout, du caractère privé du lieu où ils réalisent leur travail – souvent le domicile familial – l’article 9 du Code civil garantissant la protection du domicile privé. L’employeur dispose certes d’outils afin de contrôler le temps de travail du télétravailleur, mais cela reste limité car à mettre en balance avec le droit au respect de la vie privée. Par exemple, l’utilisation d’outils informatiques pour surveiller le salarié est encadrée. Les moyens de surveillance de l’employeur doivent rester proportionnés au but recherché, être conformes au règlement général de protection des données (RGPD), et doivent faire l’objet d’une information préalable des salariés concernés et des représentants du personnels. Le sujet de la surveillance des télétravailleurs est au cœur des préoccupations de la Commission Nationale de l’Informatique et des Libertés (CNIL) qui a opéré, en 2022, 345 contrôles à ce sujet. Conformément à la position de la CNIL, le pouvoir de contrôle de l’employeur ne saurait être exercé de manière excessive. De manière générale, il incombe donc à l’employeur de justifier que les dispositifs mis en œuvre sont proportionnés à l’objectif poursuivi et ne portent pas atteinte excessive au respect des droits et des libertés des salariés, particulièrement le droit au respect de leur vie privée. Il s’agit d’une application du principe posé à l’article L 1121-1 du Code du travail selon lequel “nul ne peut apporter aux droits des personnes et aux libertés individuelles et collectives de restrictions qui ne seraient pas justifiées par la nature de la tâche à accomplir ni proportionnées au but recherché”. Cela est également valable pour le cas des télétravailleurs puisque, tel que cela est exprimé au sein de l’Accord National Interprofessionnel du 26 novembre 2020, les dispositions légales et conventionnelles applicables aux relations de travail s'appliquent aux salariés en télétravail, et ces derniers ont les mêmes droits légaux et conventionnels que les salariés qui exécutent leur travail dans les locaux de l’entreprise (ANI du 26 novembre 2020 relatif à la mise en œuvre réussie du télétravail, article 3). La surveillance des salariés télétravailleurs doit donc être proportionnée au but recherché par l’employeur, à savoir ici le contrôle du respect de la réglementation du temps de travail dans un but de protection de la santé du salarié.
En outre, conformément à l’article L 1222-4 du Code du travail, les salariés doivent nécessairement être informés de la mise en œuvre de dispositifs visant à collecter une information concernant personnellement un salarié. Il s’agit d’une application du principe de loyauté qui incombe à l’employeur. En cas de non-respect de cette obligation d’information, l’employeur pourrait voir sa responsabilité engagée. L’instauration de dispositifs de surveillance nécessite également que le Conseil Social et Économique (CSE) de l’entreprise soit informé préalablement à leur mise en œuvre, des moyens ou techniques permettant un contrôle de l’activité des salariés (article L 2312-38 du Code du travail). Tel que cela a été rappelé par la CNIL dans ses Questions-Réponses du 12 novembre 2020, “l’information et la consultation des représentants du personnel participent à une meilleure transparence et au dialogue social, et constituent des conditions essentielles de mise en œuvre de ces dispositifs”.
Ainsi, l’instauration de dispositifs de surveillance de l’application réglementation du temps de travail au bénéfice du télétravailleur, dans une optique de prévention par l'employeur du risque d’addiction au travail, se heurte aux contraintes posées par la loi pour la mise en œuvre de tels dispositifs de surveillance. C’est alors la CNIL qui contrôle les éventuels abus des employeurs en la matière. La CNIL vérifie notamment que les logiciels qui comptabilisent les heures de travail des télétravailleurs ne témoignent pas d’une volonté délibérée de l’employeur de surveiller le salarié. De tels logiciels ne peuvent être utilisés par l’employeur pour comptabiliser précisément les horaires réalisés par le salarié. En outre, la CNIL rappelle dans son rapport sur le télétravail que si l’employeur peut contrôler l’activité de ses salariés, il ne peut les placer sous surveillance permanente. La CNIL préconise ainsi d’autres mesures de contrôle de l’activité des télétravailleurs, en dehors d’une stricte surveillance. A ce titre, elle recommande par exemple aux employeurs d’instaurer un contrôle de la réalisation par objectifs pour une période donnée, ou encore de demander aux salariés des comptes rendus réguliers sur leur activité. Le contrôle de l’activité effective du télétravailleur par l’employeur est donc limité. Ainsi, il est assez complexe pour l’employeur de s’assurer que le télétravailleur respecte effectivement la réglementation du travail et, a fortiori, de limiter le risque d’addiction au travail qui résulterait d'une hyperconnexion du salarié qui travaille excessivement.
Afin de faire face à ces problématiques de respect du temps de travail, l’employeur peut encadrer sa capacité de contrôle et de surveillance du télétravailleur via la négociation d’un accord collectif ou, très souvent dans les faits, via l’édiction d’une charte de télétravail. Cette charte permettra notamment de préciser, en conformité avec la loi, les outils et modalités de contrôle du temps de travail par l’employeur. Toutefois, les impératifs en matière de respect de la vie privée, et de proportionnalité des mesures au but recherché demeurent. Il est toutefois possible de modérer la portée de cette limite à la lumière de la jurisprudence récente de la Cour de cassation. En effet, au sein de deux arrêts de septembre et novembre 2020, la chambre sociale de la Cour de cassation affirme que l'illicéité d’un moyen de preuve n'entraîne pas nécessairement son rejet des débats, si cette production est indispensable à l’exercice du droit à la preuve (Cass. Soc., 30 septembre 2020, n°19-12.058 et Cass. Soc., 25 novembre 2020, n°17-19.523). A voir si les juges admettent la recevabilité de la preuve, produite par l’employeur, que le salarié dépasse ses horaires de travail, quand bien même elle n’est pas licite. Tout dépend alors de si le juge considère que la production de cette preuve est indispensable à l’employeur pour prouver qu’il a respecté son obligation de santé et sécurité vis-à-vis du télétravailleur, dans une optique de prévention des addictions au travail.

#### Heures supplémentaires
La réalisation d’heures supplémentaires constitue un mode d’organisation du temps de travail qui favorise des situations d’addiction au travail. L'article L 3121-28 du Code du travail prévoit que “toute heure accomplie au-delà de la durée légale hebdomadaire ou de la durée considérée comme équivalente est une heure supplémentaire qui ouvre droit à une majoration salariale ou, le cas échéant, à un repos compensateur équivalent”. Or, la réalisation d’heures supplémentaires peut favoriser une relation addictive du salarié avec son travail. Cela est d’autant plus vrai que la mise en œuvre d’heures supplémentaires peut être imposée par l’employeur au salarié. Ce dernier ne peut refuser d’effectuer des heures supplémentaires demandées par l’employeur, sauf en cas d’abus de droit (par exemple, Cass. Soc., 20 mai 1997, n°94-43.653 concernant le refus du salarié d’exécuter des heures supplémentaires lorsqu’il n’en a pas été informé suffisamment tôt). Un tel aménagement du temps de travail peut contribuer à l’émergence d’une pratique excessive du travail par le salarié.

#### Travail de nuit
Dans de nombreux écrits, le travail de nuit est appréhendé comme un facteur favorisant l’addiction au travail. Conformément à l’article L 3122-2 du Code du travail, le travail de nuit concerne tout travail effectué au cours d’une période d’au moins 9 heures consécutives comprenant l’intervalle entre minuit et 5 heures. La période de nuit commence au plus tôt à 21 heures et s’achève au plus tard à 7 heures. Si le travail de nuit fait l’objet d’un encadrement législatif, l’isolement social qui accompagne le travail de nuit peut enfermer le salarié dans un rapport excessif, voire obsessionnel à son travail.

#### Forfaits en jours
Depuis la loi n°2000-37 du 19 janvier 2000 relative à la réduction du temps de travail, dite loi Aubry II, les cadres autonomes dans leur organisation de travail peuvent bénéficier d’une organisation particulière de travail dite de « forfait en jours ». Ce système permet non pas de décompter la durée de travail du salarié en heures mais en jours. Il doit être établi par un accord collectif de branche ou d’entreprise. Pour pouvoir en bénéficier, le salarié concerné doit également faire l’objet d’une convention individuelle. La loi du 31 mars 2005 a étendu la possibilité de bénéficier d’un forfait en jours aux salariés dont la durée du temps de travail ne peut pas être prédéterminée et qui disposent d’une autonomie dans l’organisation de leur emploi du temps. Toutefois, la loi du 31 mars 2005 limitait par ailleurs le nombre maximal de jours travaillés à 218, de façon à empêcher tout abus de la part de l’employeur et prévenir une dérive du salarié vers une possible addiction au travail. Pourtant, trois ans plus tard, la loi n°2008-189 du 20 août 2008 portant réforme du temps de travail a permis au salarié qui le souhaite, en accord avec son employeur, de se faire racheter ses jours de repos dans une limite de 235 jours, à défaut d’accord en fixant le nombre. Finalement, le nombre maximal annuel de jours travaillés ne peut être supérieur à 285 jours. Ces 285 jours s’obtiennent par le calcul suivant : 365 jours – 52 jours de repos hebdomadaire – 30 jours de congés payés – le 1er mai (seul jour férié obligatoirement chômé). Néanmoins, le principe de forfait en jours, qui laisse toute liberté au salarié dans l’organisation de sa journée, sans limiter le nombre d’heures travaillés par jour, peut favoriser l’addiction au travail. Ceci fut démontré notamment par l’arrêt de la chambre sociale de la Cour de cassation du 26 septembre 2012  où un salarié dépendant de son travail a pu, grâce au forfait en jours dont il bénéficiait au sein de son travail, travailler de 7h15 à 20h, ainsi que certains week-ends et jours fériés. Comme le montre Simon Almaric, dans son article publié en 2013, « Un nouvel examen des conditions de validité des conventions de forfait en jours », la chambre sociale souligne, dans cet arrêt du 26 septembre 2012, qu’en l’espèce, un seul examen trimestriel de la charge et de l’amplitude de travail des salariés concernés par la direction selon des informations transmises par la hiérarchie directe des salariés et un entretien annuel organisé entre le salarié et son supérieur hiérarchique n’étaient pas des procédés suffisants pour assurer la protection du salarié dépendant car ils ne permettaient pas d’instituer un véritable contrôle du temps de travail des salariés soumis au forfait en jours qui soit de nature à les protéger véritablement.
Plus récemment, l’arrêt n°15-13.258  de la chambre sociale de la Cour de cassation est venu confirmer l’importance du contrôle, par l’employeur, de la sécurité de son salarié travaillant selon le système du forfait en jours.
Bien entendu, le risque d’addiction au travail apparaît double lorsque le salarié exerce à la fois son activité professionnelle à son domicile, ou en télétravail, et bénéficie, en plus, d’un forfait en jours[réf. nécessaire].
En outre, bien souvent les différents facteurs d’addiction au travail se cumulent, accentuant le risque d’un travail excessif. En effet, bien souvent ce sont les mêmes salariés qui sont concernés à la fois par le forfait jour, et par le recours au télétravail. C’est le cas de beaucoup de cadres. Ces derniers se trouvent particulièrement exposés à une telle pratique addictive. Si le décompte du temps de travail reste obligatoire concernant le salarié télétravailleur au forfait jour, les risques de dérives sont tout de même renforcés. Il sera plus difficile pour l’employeur d’évaluer la charge de travail et les délais d’exécution, ainsi que le reste des temps de repos et du temps de travail maximum.

#### Climat de stress lié à l’état du marché du travail
En outre, l’état du marché du travail de manière générale, ou l’état de certains secteurs en termes d’offre d’emploi, peuvent constituer un facteur favorisant une pratique addictive au travail. En effet, un marché du travail caractérisé par un fort taux de chômage fait peser sur les salariés la pression de la perte de l’emploi. La peur du licenciement et la crainte de n’occuper que des emplois précaires peut pousser les salariés à travailler de manière excessive afin de répondre aux attentes de l’entreprise, et ne pas perdre leur emploi. Cette pression liée à la précarité de l’emploi est donc un facteur de l’addiction au travail.

### Facteurs psychologiques
Comme le définit le CNRTL, la drogue est toute chose qui « grise, intoxique l’esprit » . De ce fait, l’addict au travail, comme l’addict à toute autre drogue, peut rechercher dans son travail l’enfouissement de soucis personnels, l’oubli de contrariétés du quotidien ou une existence qu’il juge morne et ennuyeuse.
De plus, la réputation, ou l’aura, que peut procurer le travail d’un individu peut également avoir un impact sur son addiction à celui-ci. En effet, l’addiction au travail touche davantage les cadres d’entreprises, les dirigeants de sociétés, le personnel politique (qui cumule parfois plusieurs mandats) et les financiers (traders). Une étude réalisée auprès de 441 internes en médecine, praticiens hospitaliers (PH) et professeurs agrégés de médecine du CHU de Nantes, a démontré que les agrégés ont un plus fort risque de développer une addiction au travail que les internes et les PH. En effet, selon cette étude, 30 % des professeurs agrégés interrogés pouvaient être considérés comme hautement addicts au travail contre seulement 10 % des PH et 19 % des internes. Ceci pourrait peut-être s’expliquer par le fait que, à l’inverse des PH dont le travail se focalise sur le soin direct aux patients, les professeurs agrégés sont amenés, du fait de leur fonction, à donner des cours aux étudiants en médecine de leur CHU, à participer à des congrès internationaux, ainsi qu’à rédiger des articles médicaux pouvant leur apporter une notoriété nationale voire internationale. Ainsi, plus les professeurs agrégés publient d’articles médicaux ou participent à des congrès, plus leur notoriété se développe, ce qui peut logiquement déclencher chez eux une addiction au travail. De plus, les professeurs agrégés sont libres d’organiser leur emploi du temps comme ils l’entendent, au contraire des internes et des PH, ce qui constitue une facilité supplémentaire pour allonger abusivement leurs heures de travail.

## Réponses juridiques
De manière générale, le sujet des conduites addictives en entreprises est tabou, au surplus celui de l’addiction au travail. Pour autant, agir pour en prévenir la survenance présenterait des intérêts pour la santé des personnes et les enjeux économiques qui en découlent .
La prévention du risque d’addiction au travail pourrait passer par différents mécanismes qui existent déjà pour prévenir d’autres risques auxquels sont exposés les salariés. Par exemple le Document unique d’évaluation des risques professionnels (DUERP), a pour objet, conformément à l’article L 4121-3-1 du Code du travail, de répertorier l’ensemble des risques professionnels auxquels sont exposés les travailleurs et assurer la traçabilité collective de ces expositions. Ce document est mis à jour par l’employeur au moins une fois par an au sein des entreprises d’au moins 11 salariés. Le DUERP s’inscrit dans une optique globale de prévention afin d’assurer l’obligation générale de sécurité et de santé qui incombe à l’employeur. En effet, via ce DUERP, l’employeur ne fait pas qu’évaluer les risques. Il doit aussi mettre en œuvre, au regard de cette évaluation, les actions de prévention ainsi que les méthodes de travail et de production garantissant un meilleur niveau de protection de la santé et de la sécurité des travailleurs. Ainsi, l’employeur pourrait alors répertorier le risque d’addiction au travail au sein de ce DUERP, et ensuite mettre en œuvre des actions de prévention. L’employeur signale alors l’existence de facteurs favorisant l’addiction au travail.   
 Le rôle du médecin du travail est exclusivement préventif. Il consiste à éviter toute altération de la santé des travailleurs du fait de leur travail, notamment en surveillant leurs conditions d'hygiène au travail, les risques de contagion et leur état de santé, ainsi que tout risque manifeste d'atteinte à la sécurité des tiers évoluant dans l'environnement immédiat de travail.Il peut également faire à l’employeur des demandes d’aménagements de poste et de temps de travail, ainsi que de reclassement professionnel.

### Dispositions internationales
Il n’existe pas de dispositions internationales désignant, directement l’addiction au travail. Néanmoins, la santé au travail, de manière générale, est aujourd’hui élevée au rang de droit fondamental, par la Charte communautaire des droits sociaux fondamentaux des travailleurs et par l’Organisation internationale du travail (OIT) et sa Convention n°155 sur la sécurité, la santé des travailleurs et le milieu de travail adoptée en 1981.

### Dispositions législatives
La loi française fait peser sur l’employeur une obligation de sécurité à travers l’article L. 4121-1 du Code du travail “L'employeur prend les mesures nécessaires pour assurer la sécurité et protéger la santé physique et mentale des travailleurs.
Ces mesures comprennent :
- 1° Des actions de prévention des risques professionnels ;
- 2° Des actions d'information et de formation ;
- 3° La mise en place d'une organisation et de moyens adaptés.

L'employeur veille à l'adaptation de ces mesures pour tenir compte du changement des circonstances et tendre à l'amélioration des situations existantes.”.
Cette obligation de sécurité fait référence à “la santé physique et mentale des travailleurs”, ce qui englobe l’addiction au travail, tout comme l’ensemble des risques psychosociaux. Cet article laisse à penser que l’employeur doit prendre toutes les mesures nécessaires pour faire en sorte que ces salariés ne soient pas victime d’addiction au travail.
L’employeur est tenu à une obligation de moyen renforcée en termes de sécurité. Pour cela, il doit notamment prévenir les risques susceptibles d’affecter la santé de ses salariés et peut à ce titre, en cas de manquement, engager sa responsabilité. Pour éviter cela, il doit tout mettre en œuvre pour protéger la santé de ses salariés. De plus, en cas de dommage, l’employeur est tenu de le réparer. Afin d’éviter que sa responsabilité soit engagée, l’employeur doit adapter les mesures de prévention aux différents postes des salariés.
En cas de télétravail, les salariés sont confrontés à des risques spécifiques que l’employeur doit prévenir. L’employeur devra notamment en tenir compte dans le document unique d’évaluation des risques professionnels (DUERP) qui vise à répertorier l’ensemble des risques professionnels auxquels sont exposés les salariés, notamment l’addiction au travail.
Le manque de vigilance d’un salarié lié à une pratique addictive peut présenter des risques en matière de santé, de sécurité et de conditions de travail pour le salarié lui-même, les autres salariés ou les tiers.
 Selon l’article L. 4121-2 du code du travail, l’employeur doit « adapter le travail à l’Homme, en particulier en ce qui concerne la conception des postes de travail ainsi que le choix des équipements de travail et des méthodes de travail et de production, en vue notamment de limiter le travail monotone et le travail cadencé et de réduire les effets de ceux-ci sur la santé ». Afin de prévenir ces risques, l’employeur doit prendre en compte les évolutions de confort de travail qui contribuent au bien-être des travailleurs, comme les progrès dans la conception des sièges, des écrans, les matériaux d’insonorisation ou d’isolation.
Ainsi, L'ANI du 26 novembre 2020 prévoit que « l'employeur informe le salarié en télétravail de la politique de l'entreprise en matière de santé et de sécurité au travail, en particulier des règles relatives à l'utilisation des écrans de visualisation et de recommandations en matière d'ergonomie » De plus, le salarié est tenu de respecter et d'appliquer ces règles de prévention et de sécurité de manière appropriée. Cependant, dans la pratique, peu d'accords d'entreprise font référence aux dispositions relatives aux écrans de visualisation.

### Dispositions jurisprudentielles
La Cour de cassation n’a pas encore eu l’occasion de statuer sur l’obligation de sécurité de l’employeur dans un cas d’addiction au travail. Néanmoins, pour l’obligation de sécurité, retenue dans sa globalité, elle avait d’abord précisé qu’en “vertu du contrat de travail le liant à son salarié, l’employeur est tenu envers celui-ci d’une obligation de sécurité de résultat”.
Par la suite, un arrêt rendu par la chambre sociale de la Cour de cassation en 2015 a semblé marquer un tournant dans l’appréhension de cette notion. Il s’agissait en l’espèce d’un pilote de la compagnie Air France, en arrêt de travail à la suite de « crises de panique », qui reprochait à son employeur de ne pas avoir pris les mesures nécessaires d’accompagnement (suivi post-traumatique) des salariés à la suite des attentats survenus le 11 septembre 2001. À ce titre, il souhaité obtenir devant la juridiction prud’homale la réparation de son préjudice au motif d’un manquement de l’employeur à son obligation de santé et de sécurité. La Cour de cassation, en s’alignant sur la position de la Cour d’appel ne reconnaitra pourtant pas le manquement de l’employeur à son obligation de santé et sécurité au motif que l’employeur avait démontrer avoir respecté les disposions prévues par le code du travail en matière d’hygiène et de sécurité des salariés, ce qui lui permet de s’exonérer de sa responsabilité.
Désormais,  peut donc s’exonérer de sa responsabilité l’employeur qui justifie avoir pris toutes les mesures nécessaires prévues par l’article L.4121-1 et L.4121-2 du Code du travail. Il s’agit d’un véritable glissement opéré par les juges de la qualification de l’obligation : d’une obligation de résultat à une obligation de prévention, ou de moyen.
La Cour de cassation a adopté cette position pour l’ensemble des risques psychosociaux,, il est donc possible d’imaginer qu’elle adoptera une position similaire si elle était un jour confrontée à une affaire relative à l’addiction au travail.
L’apparition de la notion d’addiction au travail dans la jurisprudence est très récente et encore très rare. On peut citer un arrêt de la chambre sociale de la Cour d’appel de Lyon du 25 juillet 2019 (n° 17/06806). Dans cet arrêt, la Cour d’appel confirme l’addiction au travail du salarié, elle explique que cela se manifestait “par un manque de confiance en lui et un besoin de reconnaissance l’amenant à travailler de manière excessive, y compris pendant les congés et les fins de semaine, et le tout ayant des répercussions sur son état de santé (nombreux arrêts maladie et avis d’inaptitude du 26 avril 2016)”.

### Dispositions conventionnelles
Il est intéressant de constater que les accords collectifs de travail ne font pas encore référence à l’addiction au travail. Cela démontre l'actuel absence de reconnaissance de cette pathologie. Les accords relatifs à la qualité de vie au travail mettent en place deux types de mesures : 
- Des mesures relatives à la prévention des addictions ;
- Des mesures relatives  la conciliation entre vie personnelle et vie professionnelle alliant le droit à la déconnexion.

Mais, à l’heure actuelle, aucun ne fait état de la prévention contre l’addiction au travail.